# Леонін (Люблінське воєводство)
Леонін (пол. Leonin) — село в Польщі, у гміні Ополе-Любельське Опольського повіту Люблінського воєводства.
Населення — 84 особи (2011).

## Демографія
Демографічна структура станом на 31 березня 2011 року:
|          | Загалом | Допрацездатний вік | Працездатний вік | Постпрацездатний вік |
| -------- | ------- | ------------------ | ---------------- | -------------------- |
| Чоловіки | 45      | 15                 | 22               | 8                    |
| Жінки    | 39      | 7                  | 18               | 14                   |
| Разом    | 84      | 22                 | 40               | 22                   |